# حسین نیلی احمدآبادی
حسین نیلی احمدآبادی (مرداد ۱۳۲۵–۸ تیر ۱۳۶۸) از ۱۶ آذر ۱۳۶۲ تا ۶ آبان ۱۳۶۴ وزیر معادن و فلزات ایران در کابینه میرحسین موسوی بود.
نیلی متولد اصفهان بود. او پس از اخذ مدرک کارشناسی مهندسی برق از دانشگاه شیراز به زادگاه خود بازگشت و در کارخانه ذوب آهن اصفهان استخدام شد. پس از انقلاب او در حزب جمهوری اسلامی عضو شد و در شاخه مهندسین آن فعالیت کرد. در سال ۱۳۶۰ مدیریت کارخانه ذوب آهن را عهده‌دار شد. در آذر ۱۳۶۲ به عنوان وزیر معادن و فلزات به مجلس معرفی شد و رای اعتماد گرفت. در سال ۱۳۶۴، با معرفی کابینه جدید نیلی موفق به کسب رای اعتماد نشد. او سپس مسئولیت صنایع الکترونیک سازمان صنایع دفاع را پذیرفت. او در یک ماموریت کاری درگذشت.
زهرا سجادی، زن نیلی، دبیرکل مجمع زنان انقلاب اسلامی است و یکی از  اولین اعضای اصلی جبهه پایداری انقلاب اسلامی بوده است. میثم نیلی، مدیر مسئول رجانیوز، و مقداد نیلی داماد سید ابراهیم رئیسی ، رئیس‌جمهور ایران، فرزندان او هستند.